# Andjelija Arbutina
Andjelija Arbutina, född den 29 mars 1967 i Belgrad Serbien, är en jugoslavisk basketspelare som var med och tog OS-silver 1988 i Seoul. Detta var Jugoslaviens första medalj i de olympiska baskettävlingarna för damer.